# Yenice, Doğanhisar
Yenice là một thị trấn thuộc huyện Doğanhisar, tỉnh Konya, Thổ Nhĩ Kỳ. Dân số thời điểm năm 2011 là 929 người.